# Charles Worth
Charles Frederick Worth (n. 13 octombrie 1825, Lincolnshire, Anglia, Regatul Unit al Marii Britanii și Irlandei – d. 10 martie 1895, Paris, Franța) este părintele designului vestimentar. El a fost primul creator de modă și totodată cel care a dat tonul creațiilor haute couture; supranumit fiind Le Pere de Haute Couture, acesta a revoluționat lumea modei.
Din punct de vedere al stilului, Charles Worth a slăvit formele feminine și feminitatea. O marcă personală erau detaliile, domeniu căruia i-a acordat multă atenție și studiu; pe când toată lumea mergea pe simetrie, el a mizat pe zone asimetrice cu broderii din diverse materiale. De la început, Charles a folosit materiale de calitate foarte bună. Tot el este cel care a propus renunțarea la crinoline, în favoarea turnurilor, bucăți de material sau burete, ce dau un aspect elegant și complimentează soldurile. 
Designerul englez a făcut ravagii printre casele regale și nobilimea europeană. A vrăjit regalitatea franceză și numeroase personalități, cum ar fi Împărăteasa Elisabeth a Austriei, prințesa austriacă Pauline von Metternich și frumoasa Virginia Oldoini, Contesa de Castiglione.
Casa Worth a atins un asemenea prestigiu, încât Charles Worth a început să-și aleagă clientela. Criteriile de alegere erau variate, neoprindu-se la avere; acestea se refereau la reputația potențialelor cliente, conformația corpului, greutatea și nu în ultimul rând vârsta. Crea doar pentru cine dorea. Dacă nu-i plăcea personalitatea unei cliente, aceasta ieșea din grațiile creatorului de modă.
El a fost cel care a dat tonul prezentărilor de modă, pentru a informa publicul interesat despre ce se va purta. 
Casa Worth a dăinuit timp de aproape un secol, fiind închisă în anul 1952, cand strănepotul lui Charles Frederick Worth s-a retras din afacere.
1. 1 2  Charles Frederick Worth, Find a Grave, accesat în 9 octombrie 2017
2. 1 2  Charles Frederick Worth, Gran Enciclopèdia Catalana
3. 1 2  Charles Frederick Worth, SNAC, accesat în 9 octombrie 2017
4. 1 2  Charles Frederick Worth, Worth, Charles Frederick[*]
5. ↑  Charles Frederick Worth, Brockhaus Enzyklopädie
6. ↑  Charles Frederick Worth, Roglo
7. ↑  Find a Grave
8. ↑  ]][[Categorie:Articole cu legături către elemente fără etichetă în limba română